# Árni Vilhjálmsson
Árni Vilhjálmsson (sinh ngày 9 tháng 5 năm 1994) là một tiền đạo bóng đá người Iceland thi đấu cho...

## Sự nghiệp

### Câu lạc bộ
Vào tháng 1 năm 2017, Árni gia nhập đội bóng Allsvenskan Jönköpings Södra IF

## Thống kê sự nghiệp

### Câu lạc bộ
Tính đến trận đấu diễn ra ngày 4 tháng 5 năm 2016
| Câu lạc bộ          | Mùa giải            | Giải vô địch        | Giải vô địch | Giải vô địch | Cúp Quốc gia | Cúp Quốc gia | Cúp Liên đoàn | Cúp Liên đoàn | Châu lục | Châu lục  | Tổng cộng | Tổng cộng |
| Câu lạc bộ          | Mùa giải            | Hạng đấu            | Số trận      | Bàn thắng    | Số trận      | Bàn thắng    | Số trận       | Bàn thắng     | Số trận  | Bàn thắng | Số trận   | Bàn thắng |
| ------------------- | ------------------- | ------------------- | ------------ | ------------ | ------------ | ------------ | ------------- | ------------- | -------- | --------- | --------- | --------- |
| Breiðablik          | 2010                | Úrvalsdeild         | 0            | 0            | 0            | 0            | 0             | 0             | -        | -         | 0         | 0         |
| Breiðablik          | 2011                | Úrvalsdeild         | 10           | 1            | 0            | 0            | 2             | 0             | -        | -         | 11        | 1         |
| Breiðablik          | 2012                | Úrvalsdeild         | 10           | 2            | 0            | 0            | 8             | 4             | 5        | 0         | 15        | 2         |
| Breiðablik          | 2013                | Úrvalsdeild         | 21           | 9            | 3            | 2            | 8             | 4             | -        | -         | 24        | 11        |
| Breiðablik          | 2014                | Úrvalsdeild         | 20           | 10           | 3            | 2            | 7             | 5             | -        | -         | 30        | 17        |
| Breiðablik          | Tổng cộng           | Tổng cộng           | 61           | 22           | 6            | 4            | 25            | 13            | 5        | 0         | 97        | 39        |
| Haukar (mượn)       | 2012                | 1. deild karla      | 8            | 1            | 0            | 0            | 0             | 0             | –        | –         | 8         | 1         |
| Lillestrøm          | 2015                | Tippeligaen         | 14           | 2            | 0            | 0            | -             | -             | -        | -         | 14        | 2         |
| Lillestrøm          | 2016                | Tippeligaen         | 7            | 0            | 3            | 3            | -             | -             | -        | -         | 10        | 3         |
| Lillestrøm          | Tổng cộng           | Tổng cộng           | 21           | 2            | 3            | 3            | -             | -             | -        | -         | 24        | 5         |
| Breiðablik          | 2016                | Úrvalsdeild         | 12           | 6            | 0            | 0            | 0             | 0             | -        | -         | 12        | 6         |
| Breiðablik          | Tổng cộng           | Tổng cộng           | 12           | 6            | 0            | 0            | -             | -             | -        | -         | 12        | 6         |
| köpings Södra IF    | 2017                | Allsvenskan         |              |              |              |              |               |               |          |           |           |           |
| Tổng cộng sự nghiệp | Tổng cộng sự nghiệp | Tổng cộng sự nghiệp | 102          | 31           | 9            | 7            | 25            | 13            | 5        | 0         | 141       | 49        |

## Danh hiệu
Breiðablik
- Úrvalsdeild (1): 2010